# توماس هندرسون (سياسي)
توماس هندرسون (بالإنجليزية: Thomas Henderson)‏ هو سياسي نيوزلندي، ولد في 1810 في دندي في المملكة المتحدة، وتوفي في 27 يونيو 1886 في ويلينغتون في نيوزيلندا. انتخب عضو مجلس النواب نيوزيلندا وانتخب New Zealand Legislative Council ‏.